# Кенестуський сільський округ
Кенесту́ський сільський округ (каз. Кеңесту ауылдық округі, рос. Кенестуский сельский округ) — адміністративна одиниця у складі Темірського району Актюбінської області Казахстану. Адміністративний центр — село Копа.
Населення — 1671 особа (2021; 1544 у 2009, 1658 у 1999, 1549 у 1989).
Станом на 1989 рік існувала Кенестуська сільська рада (села Акжар, Копа, Шийтубек, селище Камик-Кирган). Село Акжар було ліквідовано 2013 року.

## Склад
До складу округу входять такі населені пункти:
| Населений пункт                  | Колишні назви                             | Населення, осіб (1989) | Населення, осіб (1999) | Населення, осіб (2009) | Населення, осіб (2021) |
| -------------------------------- | ----------------------------------------- | ---------------------- | ---------------------- | ---------------------- | ---------------------- |
| Калмаккирилган, станційне селище | Камик-Кирган, Калмаккирган, Калмик-Кирган | 174                    | 183                    | 295                    | 370                    |
| Копа, село                       | -                                         | 1102                   | 1021                   | 1063                   | 1225                   |
| --Акжар, село                    | -                                         | 59                     | 49                     | 18                     | -                      |
| Шитубек, село                    | Шийтубек, Шетвек                          | 214                    | 405                    | 168                    | 76                     |